# Aloe juvenna
Aloe juvenna es una especie de planta suculenta perteneciente a la familia de los aloes. Es endémica de Kenia.

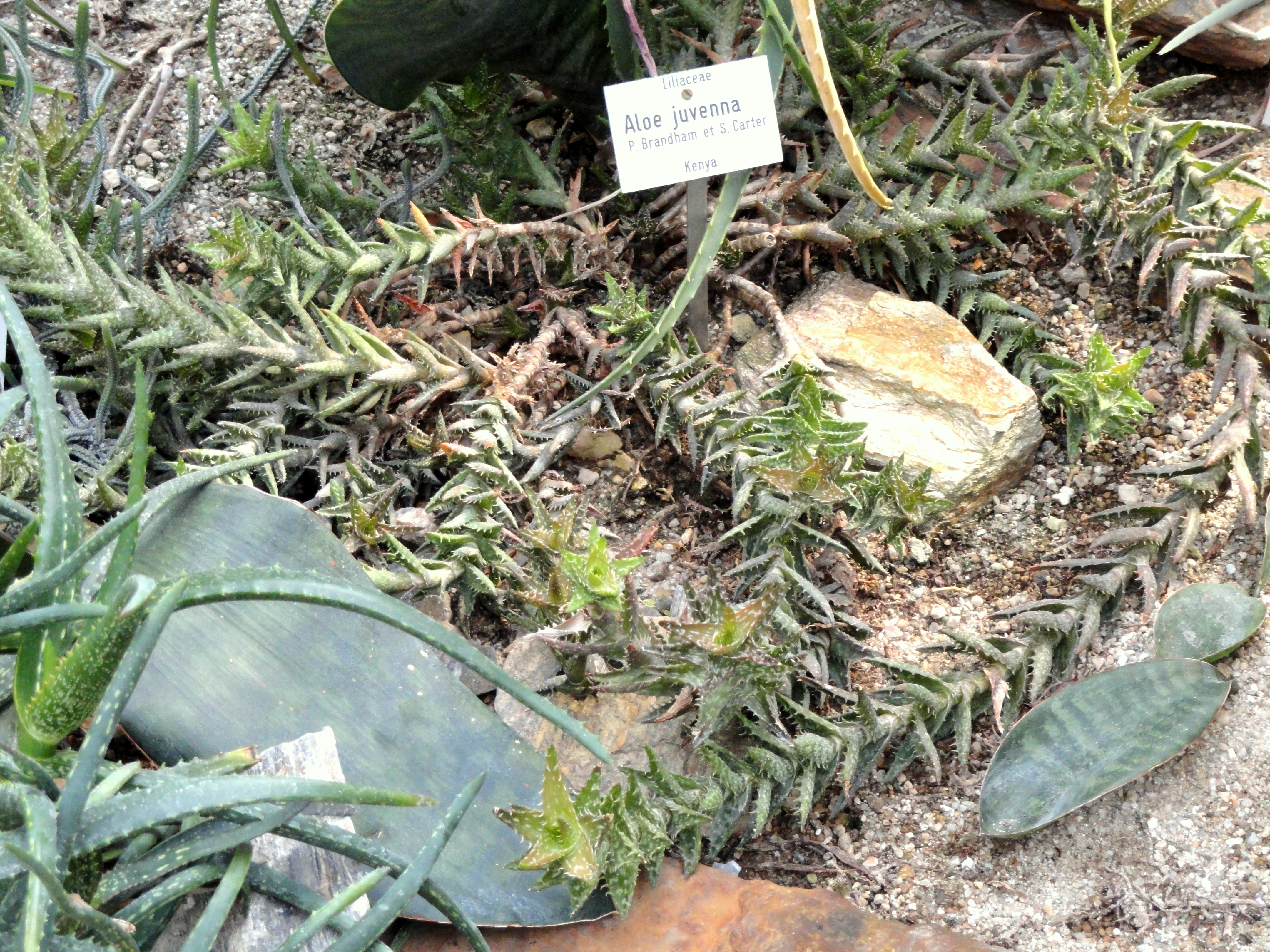
Detalle de la planta

## Descripción
Es una planta suculenta con las hojas agrupadas en una roseta basal. Las hojas son carnosas, largas y estrechas de color verde, moteada con manchas blancas y los márgenes armados con dientes.

## Taxonomía
Aloe juvenna fue descrita por Brandham & S.Carter y publicado en Cactus and Succulent Journal of Great Britain 41: 27, en el año 1979.
Etimología
Aloe: nombre genérico de origen muy incierto: podría ser derivado del griego άλς, άλός (als, alós), "sal" - dando άλόη, ης, ή (aloé, oés) que designaba tanto la planta como su jugo - debido a su sabor, que recuerda el agua del mar. De allí pasó al Latín ălŏē, ēs con la misma aceptación, y que, en sentido figurado, significaba también "amargo". Se ha propuesto también un origen árabe, alloeh, que significa "la sustancia amarga brillante"; pero es más probablemente de origen complejo a través del hébreo: ahal (אהל), frecuentemente citado en textos bíblicos.
juvenna: epíteto latino que significa "juvenil".